# 28460 Ariannepapa
28460 Ariannepapa è un asteroide della fascia principale. Scoperto nel 2000, presenta un'orbita caratterizzata da un semiasse maggiore pari a 2,5890340 UA e da un'eccentricità di 0,0685367, inclinata di 4,45385° rispetto all'eclittica.